# Bunomys prolatus
Bunomys prolatus és una espècie de mamífer rosegador de la família dels múrids. És endèmica de Sulawesi (Indonèsia), on viu a altituds d'aproximadament 1.830 msnm. El seu hàbitat natural són els boscos montans. Està amenaçada per la tala d'arbres i la transformació del seu medi per a usos agrícoles. El seu nom específic, prolatus, significa ‘cap endins’ en llatí.